# Dušan Bajević
Dušan Bajević (Mostar, 10 dicembre 1948) è un allenatore di calcio ed ex calciatore bosniaco, di ruolo attaccante.
Ha trascorso quasi tutta la sua carriera nella squadra della sua città natale: il Velež Mostar, per il quale ha giocato quasi 400 partite e segnato 170 gol. Ha anche giocato con l'AEK Atene dove ha vinto due volte il campionato greco e una Coppa di Grecia.
Come allenatore, anche Bajević ha avuto successo, vincendo una Coppa di Jugoslavia con il Velež, quattro campionati greci, una Coppa di Grecia, una Coppa di Lega greca e una Supercoppa greca con l'AEK Atene, poi altri quattro campionati e due Coppe di Grecia con l'Olympiacos e una Coppa di Grecia con il PAOK.

## Carriera

### Giocatore
Debutta da professionista nel 1966 con il Velež Mostar, di cui diventa uno dei giocatori simbolo, prima di concludere la carriera nel 1983.
Tra il 1977 e il 198] ha inoltre giocato in Grecia, all'AEK Atene, con cui ha vinto due campionati greci, la Coppa di Grecia 1978, e il titolo di capocannoniere della stagione 1979-1980.
Con la Nazionale jugoslava vanta l'incredibile tabellino di 37 presenze e 29 gol e la partecipazione al Mondiale del 1974. Nel 1972 segnò ben 5 reti nella gara Jugoslavia-Venezuela terminata 10-0.

### Allenatore
Ha guidato il Velež Mostar, con cui ha vince la Coppa di Jugoslavia 1985-1986.
Si è poi trasferito in Grecia, dove ha guicato AEK Atene, vincendo quattro campionati, di cui tre consecutivi; Olympiakos Pireo, conquistando altri tre campionati greci consecutivi, e quello della stagione 2004-2005; PAOK e Arīs Salonicco.
Nella prima parte della stagione 2006-2007 ha allenato la Stella Rossa, venendo però esonerato.
Il 21 dicembre 2019 Bajević è stato nominato commissario tecnico della nazionale bosniaca, con un contratto fino a giugno 2020 e il compito di qualificarsi agli campionato d'Europa del 2020 attraverso i play-off. All'esordio, nel settembre 2020, ha ottenuto un pari in casa dell'Italia nell'edizione 2020-2021 della UEFA Nations League, ma ha poi fallito la qualificazione all'Europeo (sconfitta ai tiri di rigore contro l'Irlanda del Nord nello spareggio giocato a Sarajevo) e non ha evitato la retrocessione nella Lega B della Nations League, giunta a causa dell'ultimo posto nel girone.

## Palmarès

### Giocatore

#### Club

##### Competizioni nazionali
- Campionato greco: 2

AEK Atene: 1977-1978, 1978-1979
- Coppa di Grecia: 1

AEK Atene: 1977-1978
- Coppa di Jugoslavia: 1

Velež: 1980-1981

##### Competizioni internazionali
- Coppa dei Balcani: 1

Velež: 1980-1981

#### Individuale
- Capocannoniere della Prva Liga: 1

1969-1970 (20 gol, a pari merito con Slobodan Santrač)
- Calciatore jugoslavo dell'anno: 1

1972

### Allenatore

#### Club
- Coppa di Jugoslavia: 1

Velež: 1985-1986
- Campionato greco: 8  (record)

AEK Atene: 1988-1989, 1991-1992, 1992-1993, 1993-1994
Olympiakos: 1996-1997, 1997-1998, 1998-1999, 2004-2005
- Coppa di Grecia: 4  (record)

AEK Atene: 1995-1996
Olympiakos: 1998-1999, 2004-2005
PAOK: 2000-2001
- Supercoppa di Grecia: 1

AEK Atene: 1989
- Coppa di Lega greca: 1

AEK Atene: 1989-1990

#### Individuale
- Allenatore dell'anno del campionato greco: 8 (record)

1993, 1994, 1996, 1998, 1999, 2001, 2003, 2008